# جيمس لافتري
جيمس لافتري (بالإنجليزية: James Lafferty) هو ممثل أمريكي، ولد في 25 يوليو 1985 في الولايات المتحدة.

## أعمال

### أفلام
- (2011) ساكر بنش

### مسلسلات
- تل الشجرة الواحدة

## وصلات خارجية
- جيمس لافتري على موقع IMDb (الإنجليزية)
- جيمس لافتري على موقع روتن توميتوز (الإنجليزية)
- جيمس لافتري على موقع ألو سيني (الفرنسية)
- جيمس لافتري على موقع أول موفي (الإنجليزية)
- جيمس لافتري على موقع قاعدة بيانات الأفلام السويدية (السويدية)
- جيمس لافتري على موقع إن إن دي بي (الإنجليزية)
- جيمس لافتري على موقع قاعدة بيانات الفيلم (الإنجليزية)
- جيمس لافتري على موقع كينوبويسك (الروسية)